# Metasedimento
Con il termine metasedimento in geologia si indica un sedimento o una roccia sedimentaria che mostra i segni di aver subito azioni metamorfiche. La composizione del metasedimento può essere usata per identificare la roccia sedimentaria originale anche quando è stata sottoposta a metamorfismo di alto grado ed a un'intensa deformazione.

## Tipi di metasedimento
| Roccia sedimentaria | Equivalente metamorfico |
| ------------------- | ----------------------- |
| Calcare             | Marmo                   |
| Mudstone            | Pelite                  |
| Siltite             | Semi-pelite             |
| Arenaria            | Psammite, Quarzite      |
| Conglomerato        | Metaconglomerato        |